# Hans-Friedemann Goetze
Hans-Friedemann Goetze (* 3. November 1897 in Rendsburg; † 27. Mai 1940 in Le Paradis) war ein deutscher Offizier, zuletzt im Rang eines SS-Standartenführers. Goetze war Kommandeur der SS-Heimwehr Danzig.

## Leben
Hans-Friedemann Goetze war der Sohn des späteren SS-Brigadeführers Friedemann Goetze. Ebenso wie sein Vater schlug er die militärische Laufbahn ein und nahm am Ersten Weltkrieg teil. Nach Kriegsende nahm er als Angehöriger der Eisernen Division an den Kämpfen im Baltikum teil. Anschließend war er mit dem Freiwilligen-Regiment 210 im Grenzschutzabschnitt Bromberg eingesetzt und nahm auch an der Niederschlagung des Ruhraufstandes teil. Danach war er Berufssoldat bei der Reichswehr und wurde Ende Januar 1933 im Rang eines Hauptmanns aus der Armee verabschiedet. Von 1933 bis 1937 bestritt er seinen Lebensunterhalt beim Bahnschutz, ab 1936 als „militärischer Leiter der Bahnschutzschule München-Freimann“.
Im Zuge der Machtergreifung durch die Nationalsozialisten trat er Anfang Februar 1933 der SA bei, von der er im Mai 1937 zur SS wechselte (SS-Nummer 281.771). Im Rang eines Sturmbannführers wurde er als Angehöriger der SS-Verfügungstruppe Lehrer an der SS-Junkerschule in Bad Tölz. Nach Äußerungen gegenüber Schulgästen bezüglich in der Schule aufgehängter Bilder von Adolf Hitler und Heinrich Himmler, bei denen er diese „SS-Heini“ und  „Adolf I.“ nannte,  musste er sich vor dem Inspekteur der Verfügungstruppen Paul Hausser erklären. Goetze rechtfertigte diese Äußerungen damit, dass er nur wiedergegeben habe, was er von SS-Kameraden gehört habe. Hausser gab sich mit dieser Erklärung zufrieden, und damit blieb für Goetze der Vorfall folgenlos. Er beantragte am 23. Juni 1937 die Aufnahme in die NSDAP und wurde rückwirkend zum 1. Mai desselben Jahres aufgenommen (Mitgliedsnummer 4.691.460).
Ab Oktober 1938 führte er den III. Sturmbann der 4. SS-Totenkopf-Standarte „Ostmark“ in Berlin-Adlershof, die den Kern der im Sommer 1939 aufgestellten SS-Heimwehr Danzig bildete und ebenfalls von Goetze kommandiert wurde. Vorgeblich als Touristen begaben sich Goetze und die ihm unterstehenden SS-Männer im Juni 1939 nach Danzig, wo die Einheit durch einheimische Freiwillige ergänzt wurde. Mit Beginn des Zweiten Weltkrieges wurde die SS-Heimwehr bei dem Gefecht um das polnische Postamt in Danzig, beim Kampf um die Westerplatte und um Gdingen eingesetzt. Als Kommandeur des 3. SS-Regiments der SS-Division Totenkopf im Rang eines Standartenführers nahm er am Westfeldzug teil und fiel am 27. Mai 1940 in Le Paradis. Niels Weise sieht in Goetzes Kriegstod auch einen Auslöser für das Massaker von Le Paradis. Goetze wurde auf der Kriegsgräberstätte in Bourdon beigesetzt.